# Ölands runinskrifter 44
Öl 44 är en runsten från Bredsättra socken som nu står vid Skedemosse museum i Köpings socken på Öland. 
Stenens material består av rödaktig kalksten, höjden är 81 cm, bredden 37 cm och tjockleken 10 cm. Slingans bredd är tio cm. Över runinskriften finns en sentida text med lydelsen "Skede-mosse" inhuggen. Stenen är avhuggen så att runslingan saknas på dess nedre högra sida och på dess övre del. Av ornamentiken syns en kringla som låser fast slingan i basen, ovanför skymtar fragmenten av ett skadat ringkors. Runstenen hittades ursprungligen på Bo gård i Bredsättra socken, men flyttades till Skedemosse gård under 1800-talets senare del. Den låg omkullfallen en tid men restes sedermera vid museet i Skedemosse. Texten lyder:

## Inskriften
Translitterering av runraden:
i... ...iþur : kuþ : hilbi : siflu hans lis : iki
Normalisering till runsvenska:
... [f]ôður. Guð hjalpi sálu hans! Les ave(?)!
Översättning till nusvenska:
(efter sin) fader. Gud hjälpe hans själ! Läs ave(?) [Maria] (?)